# Liste des édifices labellisés « Patrimoine du XXe siècle » de l'Isère
La liste des édifices labellisés « Patrimoine du xxe siècle » de l'Isère recense les édifices ayant reçu le label « Patrimoine du xxe siècle » dans l'Isère en France. Au 27 mai 2013, ils sont au nombre de quarante dans le département dont vingt à Grenoble.
Depuis 2016, cette liste est remplacée par celle des édifices labellisés « Architecture contemporaine remarquable ».
- Pour les édifices labellisés « Patrimoine du XXe siècle » de la commune de Grenoble, voir la Liste des édifices labellisés « Patrimoine du XXe siècle » de Grenoble.

## Liste
| Monument                                                                             | Commune                     | Adresse           | Coordonnées                      | Notice                        | Protection        | Date           | Illustration                          |
| ------------------------------------------------------------------------------------ | --------------------------- | ----------------- | -------------------------------- | ----------------------------- | ----------------- | -------------- | ------------------------------------- |
| Bâtiment thermal Jules-Louis-Chardon                                                 | Allevard                    |                   | à géolocaliser                   | « ACR0000061 »                |                   | 10 mars 2003   | Image manquante Téléverser            |
| Église du centre œcuménique                                                          | Chamrousse                  |                   | à géolocaliser                   | « ACR0000062 »                |                   | 10 mars 2003   | Image manquante Téléverser            |
| Salle des fêtes (salle hors-sac du caravaneige)                                      | Chamrousse                  |                   | à géolocaliser                   | « ACR0000063 »                |                   | 10 mars 2003   | Image manquante Téléverser            |
| Centrale hydroélectrique de Prémoinet                                                | La Ferrière                 |                   | à géolocaliser                   |                               |                   | 3 octobre 2007 | Centrale hydroélectrique de Prémoinet |
| Monument aux morts                                                                   | La Côte-Saint-André         |                   | 45° 23′ 39″ nord, 5° 15′ 28″ est | « PA38000012 »                | Inscrit MH (1993) |                | Monument aux morts                    |
| Externat Sainte-Marie                                                                | La Verpillière              |                   | à géolocaliser                   | « ACR0000083 »                |                   | 3 octobre 2007 | Image manquante Téléverser            |
| Centrale des Vernes                                                                  | Livet-et-Gavet              |                   | 45° 06′ 18″ nord, 5° 55′ 33″ est | « PA00117374 »                | Classé MH (1994)  | 10 mars 2003   | Centrale des Vernes                   |
| Zone d'aménagement concerté des Buclos                                               | Meylan                      |                   | 45° 12′ 22″ nord, 5° 46′ 23″ est | « ACR0000084 »                |                   | 10 mars 2003   | Image manquante Téléverser            |
| Barrage du Chambon                                                                   | Mizoën                      |                   | 45° 02′ 46″ nord, 6° 08′ 16″ est | « ACR0000085 »                |                   | 10 mars 2003   | Barrage du Chambon                    |
| Église saint-Hugues                                                                  | Pontcharra                  |                   | à géolocaliser                   | « ACR0000086 »                |                   | 10 mars 2003   | Image manquante Téléverser            |
| Centre de loisirs du Balcon de Belledonne                                            | Sainte-Marie-du-Mont        |                   | à géolocaliser                   | « ACR0000087 »                |                   | 10 mars 2003   | Image manquante Téléverser            |
| Mémorial Doyen Gosse                                                                 | Saint-Ismier                |                   | à géolocaliser                   | « ACR0000088 »                |                   | 10 mars 2003   | Mémorial Doyen Gosse                  |
| Maison le Bateau ivre                                                                | Saint-Marcellin             |                   | 45° 09′ 41″ nord, 5° 19′ 11″ est | « PA38000027 »                | Inscrit MH (2007) | 10 mars 2003   | Image manquante Téléverser            |
| Bibliothèque universitaire                                                           | Saint-Martin-d'Hères        |                   | 45° 11′ 31″ nord, 5° 46′ 11″ est | « EA38141258 » « ACR0000089 » |                   | 10 mars 2003   | Bibliothèque universitaire            |
| Tremplin olympique                                                                   | Saint-Nizier-du-Moucherotte |                   | 45° 09′ 53″ nord, 5° 38′ 02″ est | « ACR0000090 »                |                   | 10 mars 2003   | Image manquante Téléverser            |
| Cimetière de la Falaise                                                              | Sassenage                   |                   | 45° 11′ 56″ nord, 5° 39′ 54″ est | « ACR0000091 »                |                   | 10 mars 2003   | Image manquante Téléverser            |
| Tournerie du bois de Saint-Même                                                      | Saint-Pierre-d'Entremont    | Saint-Même-le-Bas | 45° 24′ 25″ nord, 5° 52′ 51″ est | « PA38000036 »                | Inscrit           | 2015           | Tournerie du bois de Saint-Même       |
| Église Notre-Dame-du-Rosaire                                                         | La Tronche                  |                   | 45° 12′ 11″ nord, 5° 45′ 10″ est | « ACR0000082 »                |                   | 10 mars 2003   | Image manquante Téléverser            |
| Centre hospitalier Lucien Hussel de Vienne                                           | Vienne                      |                   | à géolocaliser                   | « ACR0000092 »                |                   | 10 mars 2003   | Image manquante Téléverser            |
| Villa Vaganay                                                                        | Vienne                      |                   | 45° 31′ 30″ nord, 4° 52′ 39″ est | « PA38000018 »                | Inscrit MH (2003) | 10 mars 2003   | Villa Vaganay                         |
| Petit séminaire du Sacré-Cœur de Voreppe (école catholique Les Portes de Chartreuse) | Voreppe                     |                   | à géolocaliser                   | « ACR0000093 »                |                   | 10 mars 2003   | Image manquante Téléverser            |

## Source
- [PDF] « Label patrimoine du XXe siècle Région Rhône-Alpes », sur culturecommunication.gouv.fr, 27 mai 2013